# Paavo Pylkkänen
Paavo Pylkkänen (né en 1959) est un philosophe de l'esprit finlandais. Il est professeur agrégé de philosophie à l'Université de Skövde, en Suède, et professeur associé de philosophie à l'Université de Helsinki, en Finlande. Il est particulièrement réputé pour son travail sur le problème corps-esprit, qui s'appuie sur l'interprétation de David Bohm de la physique quantique, en particulier la vision du cosmos de Bohm comme une totalité s'impliant et se dépliant (enfolding and unfolding whole; voir théorie de l'ordre implicite), une totalité qui englobe esprit et matière.
Les domaines de spécialisation de Pylkkänen sont le problème corps-esprit, les sciences cognitives fondamentales, la philosophie de la physique, la philosophie de David Bohm et les fondements de la théorie quantique.
À l'université de Skövde depuis 1996, il a lancé un programme d'études sur la conscience combinant la philosophie et les neurosciences cognitives. Entre 2008 et 2010, il a été professeur de philosophie théorique au département de philosophie de l'Université d'Helsinki. Il est actuellement professeur agrégé de philosophie au département récemment créé de neurosciences cognitives et de philosophie à l'université de Skövde, tout en travaillant comme professeur adjoint (docent) au Department of Philosophy, History, Culture and Art Studies de l'Université d'Helsinki.
Pylkkänen a travaillé et publié avec le théoricien de la physique Basil Hiley, proche collaborateur de David Bohm durant plus de trois décennies. Hiley et Pylkkänen ont abordé la question de la relation entre l'esprit et la matière en se fondant sur l'hypothèse d'une information active, telle que définie dans le cadre conceptuel de la théorie de De Broglie-Bohm. Son œuvre Mind, Matter and the Implicate Order (2007) se fonde sur la notion d'holomovement développée par David Bohm,,.

## Publications
Articles et chapitres de monographies
- Pylkkänen, P.: David Bohm och den vetenskapliga andan, 2010, Beyond belief and knowledge: Thoughts from a dialogue. Liljenström, H. & Linderman, A. (eds.). Stockholm : Carlsson p. 127–142. (en suédois)
- Pylkkänen, P. : Quantum philosophy is philosophy enough, 2010, How we became doctors of philosophy. Roinila, M. (ed.). Helsinki: Suomen Filosofinen Yhdistys ry. p. 151–157.
- Pylkkänen, P.: Implications of Bohmian quantum ontology for psychopathology, March 2010. In : Neuroquantology. vol. 8, no. 1, p. 37–48.
- Pylkkänen, P.: Does dynamical modelling explain time consciousness?, 2007, Computation, Information, Cognition: The Nexus and the Liminal. Stuart, S. & Crnkovic, G. D. (eds.). Newcastle: Cambridge Scholars Press p. 218–229.
- Pylkkänen, P.: Escaping the prison of language, 2007, Communication - Action - Meaning: À Festschrift to Jens Allwood. E. A. (ed.). Department of Linguistics, Göteborg University

Monographies
- Pylkkänen, P.: Mind, Matter and the Implicate Order, 2007 Berlin Heidelberg New York: Springer-Verlag. 270 p. (The Frontiers Collection),  (ISBN 3-540-23891-3).
- Pylkkänen, P. & Hiley, B. J.: Can mind affect matter via active information?, In: Mind and Matter, vol.3, no. 2, Imprint Academic, 2005, p. 7–26.
- Paavo Pylkkänen and Tere Vadén (eds.): Dimensions of conscious experience, Advances in Consciousness Research, Volume 37, John Benjamins B.V., 2001,  (ISBN 1-58811-125-3).
- David Bohm & Charles Biederman (Paavo Pylkkänen, ed.): Bohm-Biederman Correspondence: Creativity and science, Routledge, 1999,  (ISBN 0-415-16225-4).
- P. Pylkkänen, P. Pylkkö, A. Hautamäki (eds.): Brain, Mind and Physics, IOS Press, 1997,  (ISBN 90-5199-254-8).
- P. Pylkkänen: Mind, matter and active information: the relevance of David Bohm's interpretation of quantum theory to cognitive science, Yliopistopaino, 1992,  (ISBN 951-45-6190-2)
- P. Pylkkänen (ed.): The Search for Meaning: The New Spirit in Science and Philosophy, Crucible, The Aquarian Press, 1989,  (ISBN 978-1-85274-061-0).